# 總見寺

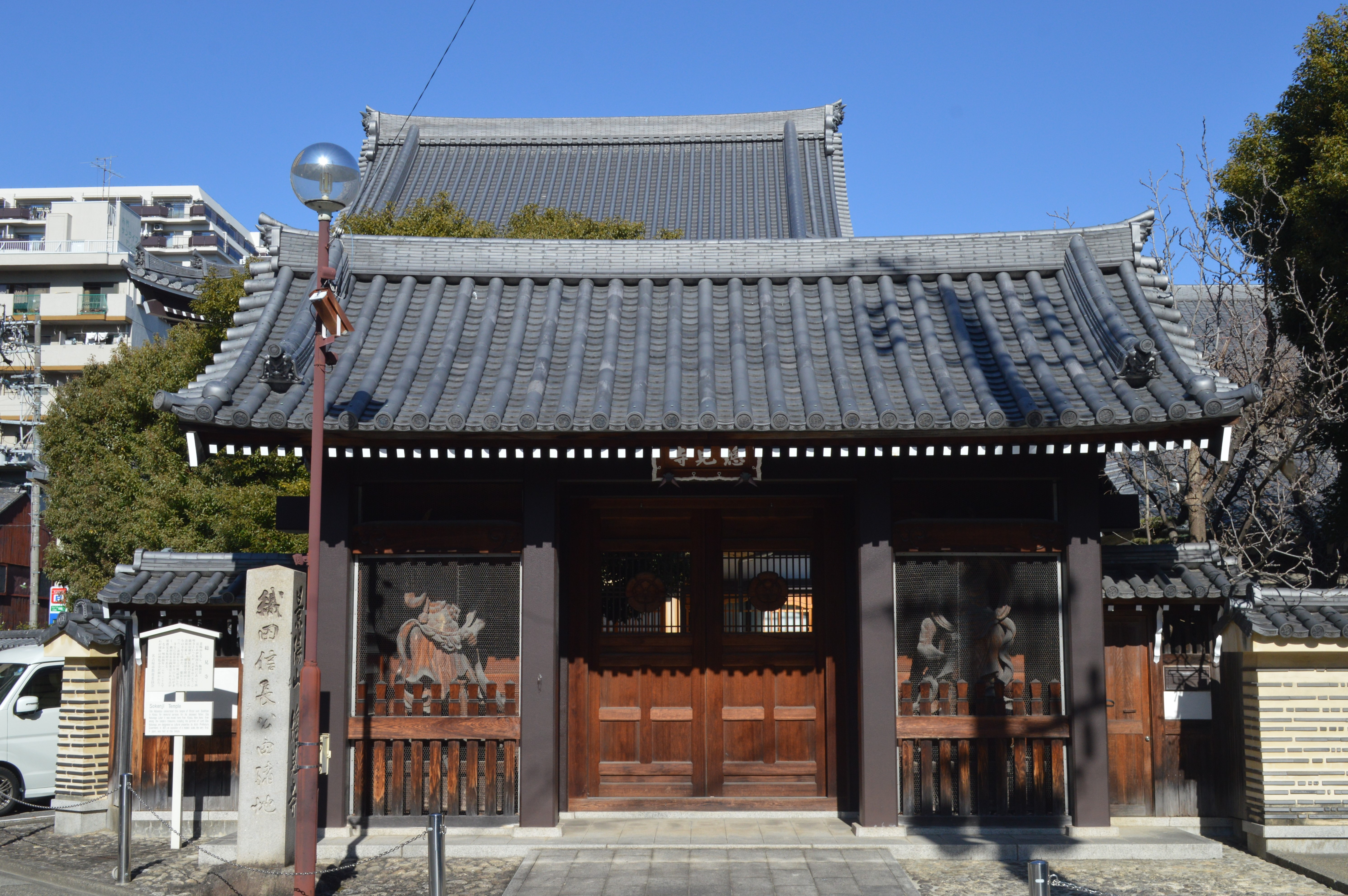
山門

總見寺（そうけんじ、総見寺）は、愛知県名古屋市中区大須3丁目にある臨済宗妙心寺派の寺院。山号は景陽山。本尊は薬師如来坐像。
織田信長ゆかりの寺院である。常時拝観は行っていない。

## 歴史

### 伊勢国時代
初めは伊勢国三重郡大島村（現在の三重県三重郡川越町）にある西明寺という講寺であった。
鎌倉時代末期の1332年（元弘2年／正慶元年）、虎關師錬が景陽山神賛寺と改め後醍醐天皇の勅により官寺となった。後に伊勢国安國寺 となった。

### 尾張国清洲時代
天正の頃、廃寺になりかかっていたのを、織田信雄が父である織田信長の菩提を弔うために清洲北市場（現在の清須市一場）に移し、安土城下の摠見寺にならい總見寺 と改めた。忠嶽を開祖としたが、忠嶽は虎關を開山と仰ぎ、自分は2世となった。

### 清洲越し後
江戸時代初期の1611年（慶長16年）、清洲越しにより名古屋南寺町（現在の大須3丁目）に移る。その際、虎關は東福寺派であったので、法系を整えるために改めて忠嶽を開山とした。開山以来、何人も妙心寺に進住している。
1630年（寛永7年）3月、方丈が焼失したが、1637年（寛永14年）の秋に尾張藩主徳川義直が再建する。
初めは寺領1326石であったが、慶長の伊奈備前による検地後は300石となる。
1883年（明治16年）4月、本堂と庫裏の再建のために宮内省から金25円が下賜される。
塔頭は初め12院あったが、江戸時代には光勝院、陽巖院、東林院、江月軒の5箇所に減少し、その後光勝院のみ残るが、明治維新後に塔頭から直末となっている。

### 戦後
信長公廟が存在するが、他の墓地は第二次世界大戦後の土地区画整理事業（戦災復興都市計画）により平和公園へ移動している。
1955年（昭和30年）4月18日、境内の南西に大須公園が完成した。

## 名古屋博物館

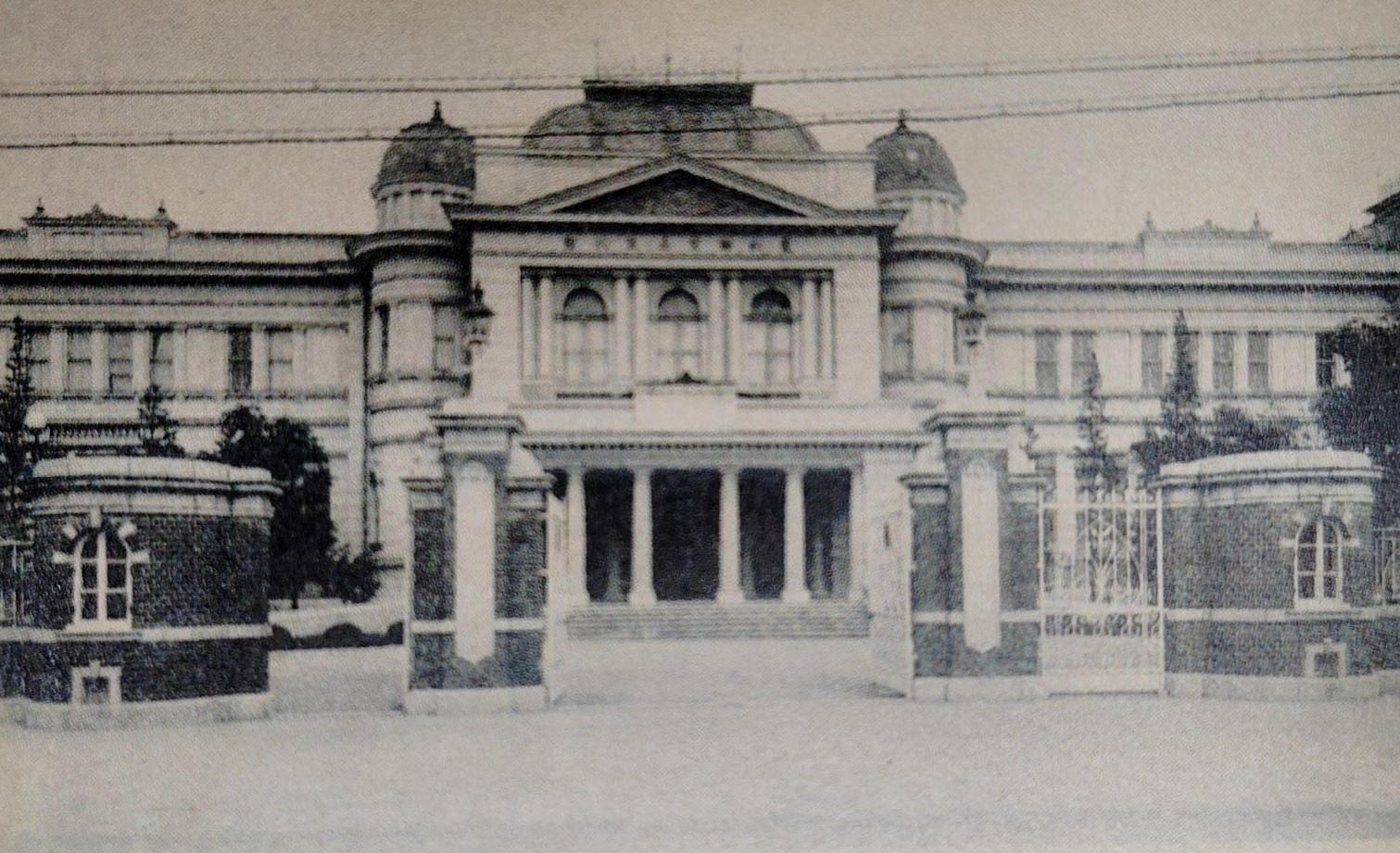
愛知県商品陳列館

1878年（明治11年）、愛知県庁が民間から寄付金を集めて總見寺境内に名古屋博物館を開所した。1881年（明治14年）に公立名古屋博物館、1883年（明治16年）年に愛知県博物館と改称し、その後の改築を経て1910年（明治43年）に愛知県商品陳列館となった。

## 境内
- 山門 - 仁王門。
- 本堂
- 織田信長公廟

## 文化財

### 愛知県指定文化財
- 織田信長公画像[3]
- 旧清洲城障壁画[4]
- 伝虎関師錬頂相[5]
- 長谷川宗宅筆蘇東坡杜少陵騎馬図[6]
- 南蛮渡り金入織物紙入（伝信長公所用）附 立涌亀甲文刺繍切一切[7]
- 古喚鐘（延慶四年在銘）[8]
- 堆烏・長方形の蓋[9]
- 打刀拵（水野太郎左衛門拝領）[10]
- 景川和尚墨跡[11]

### 名古屋市指定文化財
- 紙本著色渡唐天神像[12]

## 交通アクセス
- 名古屋市営地下鉄鶴舞線大須観音駅下車後徒歩
- 名古屋市営地下鉄鶴舞線・名城線上前津駅下車後徒歩